# Číslicová technika

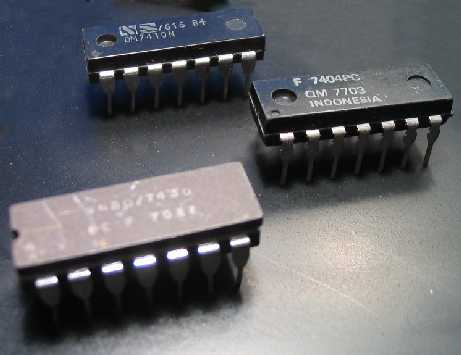
Integrované obvody

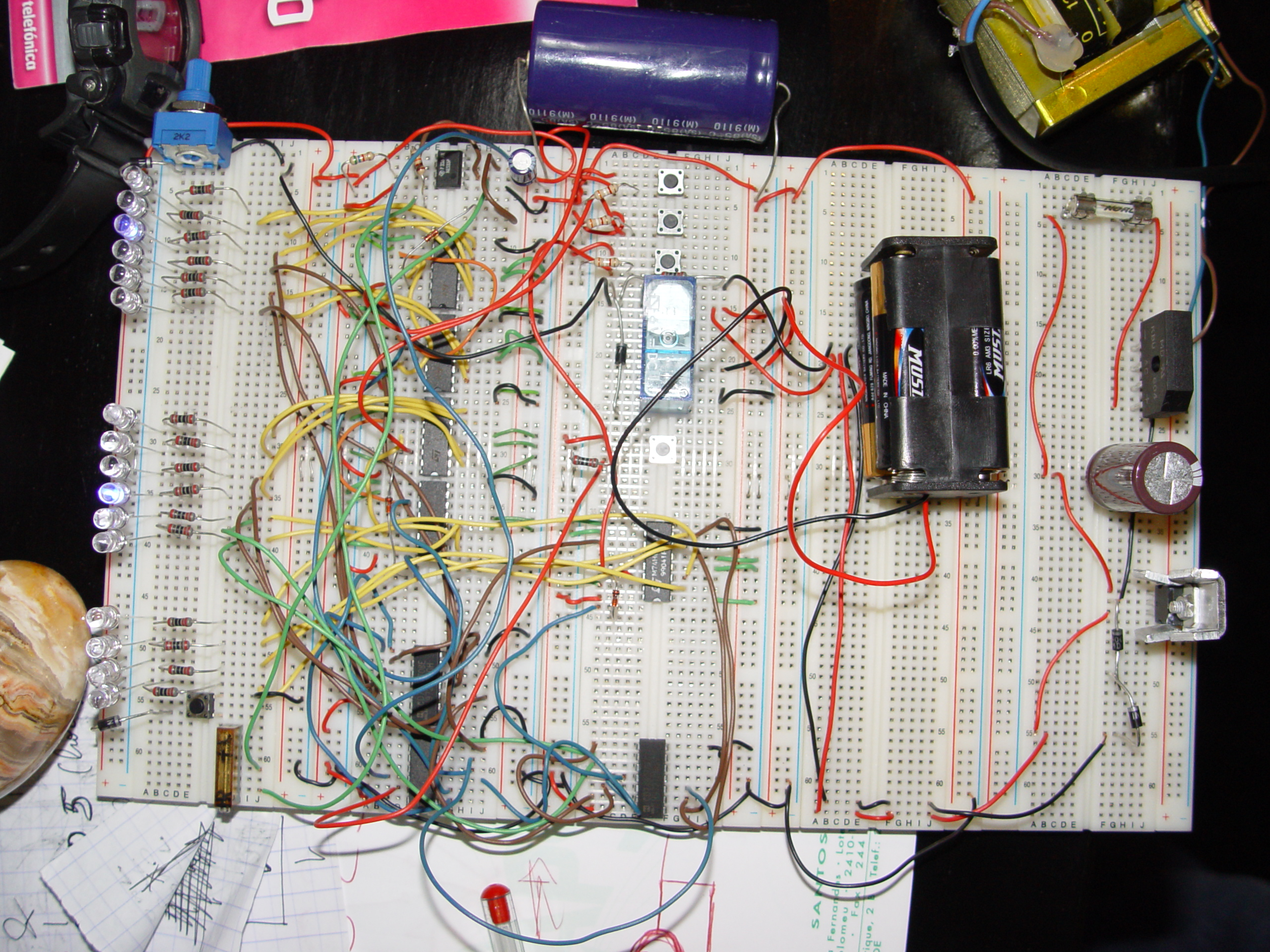
Binární hodiny

Číslicová technika je označení pro obor zabývající se zařízeními, která zpracovávají signály nespojitě ve formě číslicových dat (na rozdíl od zařízení, která je zpracovávají spojitě a označují se analogová). Je základem mnoha zařízení současné techniky.
Obvody, označované jako TTL, nebo CMOS, se nacházejí v celé řadě elektronických zařízení. Dálkovým ovládáním k televizi počínaje a samotným počítačem (který je CT obvody přímo přecpán) konče.

## Digitální síť

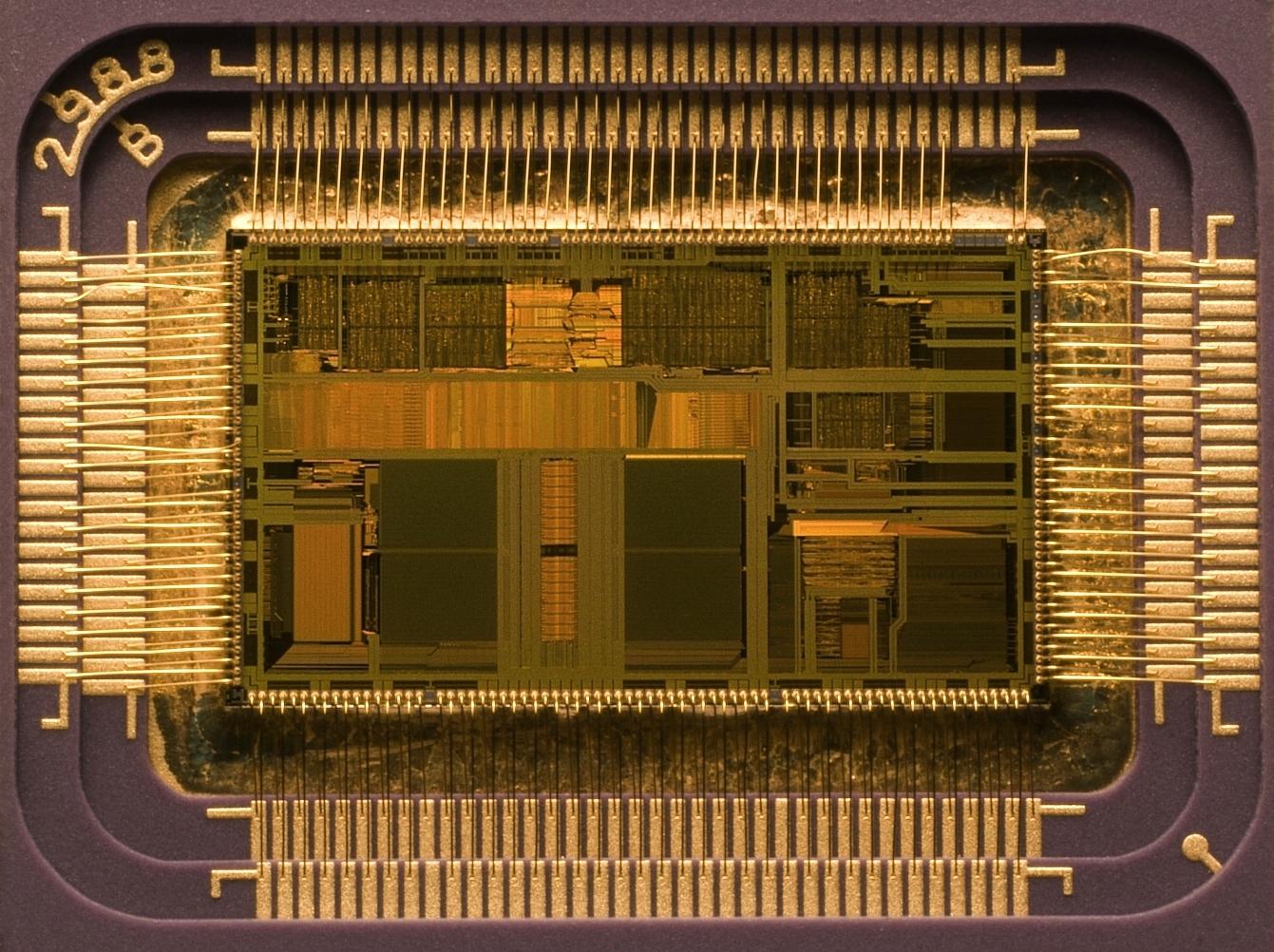
Mikroprocesor Intel 80486DX2

Digitální síť představuje signály, které obsahují spíše jednotlivé šířky analogové úrovně než nepřetržitý rozsah. Výhodou ve srovnání s analogovými sítěmi je nízká ztráta kvality, která vznikla, např. kvůli hluku, nebo snadnější ukládání informací bez degradace. Na druhou stranu nevýhodou je občasná spotřeba větší energie než u analogových obvodů (při stejné funkci) a tím se produkuje více tepla. Zvyšuje se tím složitost obvodů, jako je např. začlenění chladiče. V přenosných a bateriově napájených systémech to může omezit využívání digitálních systémů. Digitální obvody jsou také někdy dražší, zejména v malých množstvích.

## Oblasti číslicové techniky
- Booleova logika
  - logický obvod
    - kombinační obvod
    - sekvenční obvod
    - klopný obvod

  - logická proměnná
  - logická funkce
  - logická operace
    - negace
    - konjunkce
    - disjunkce
    - implikace
    - ekvivalence

  - logický člen (hradlo)
- Grayův kód
- Booleova algebra